# Vitālijs Orlovs
Vitālijs Orlovs (ros. Виталий Орлов, Witalij Orłow; ur. 30 maja 1964) – łotewski polityk karelskiego pochodzenia, od 2002 poseł na Sejm. 

## Życiorys
W latach 1991 i 1993 kończył studia w Łotewskiej Akademii Medycznej, specjalizował się w neurologii. Pracował jako lekarz w spółkach prywatnych. W latach 2002, 2006, 2010 i 2011 uzyskiwał mandat posła na Sejm z listy PCTVL i Centrum Zgody. W wyborach w 2014 wszedł do Sejmu XII kadencji z listy Socjaldemokratycznej Partii „Zgoda”. 
Rozwiedziony, ma córkę.

## Odznaczenia
- Medal Rady Bałtyckiej – 2014[1]